# Nothura
A Nothura a madarak osztályának tinamualakúak (Tinamiformes) rendjébe és a tinamufélék (Tinamidae) családjába tartozó nem.

## Rendszerezésük
A nemet Johann Georg Wagler írta le 1827-ben, jelenleg az alábbi 5 faj tartozik ide:
- Nothura boraquira
- Nothura minor
- Darwin-tinamu (Nothura darwinii)
- foltos tinamu (Nothura maculosa)
- Nothura chacoensis

## Előfordulásuk
Dél-Amerika területén honosak. A természetes élőhelyük a szubtrópusi, trópusi  és mérsékelt övi legelők, szavannák és cserjések. Állandó, nem vonuló fajok.

## Megjelenésük
Testhosszuk 18-28,5 centiméter

## Külső hivatkozások
- Képek az interneten a nembe tartozó fajokról